# Oheroly János
Oheroly János, Oherolly (Paks, 1844. április 15. – Budapest, 1914. augusztus 15.) állami tornatanár.

## Élete
Oheroly György kereskedő és Bőle Katalin fia. Atyja 1845-ben Pestre költözött és itt végezte Oheroly a középiskolát a kegyesrendieknél, ahonnét tanulmányainak folytatása végett külföldre ment. 1862-ben Amerikában Wisconsin állam Milwaukee városában tornatanári állást nyert és ugyanitt két év múlva kerületi tornafelügyelővé lépett elő. 1869-ben hazajött és amerikai oklevelének nostrifikálása után Békésgyulán kezdette meg tornatanári pályáját, ahol a vívómesteri állást is betöltötte és az önkéntes tűzoltó-egyesület szervezése után annak főparancsnoka lett. 1871-ben a budai tornaegylet művezetőjének hívta meg, és e minőségében vállalta el a II. kerületi egyetemi katolikus főgimnáziumban, valamint a budai tanítóképzőben a tornatanítást. 1872-ben a női tornászat tárgyában a vallás- és közoktatási miniszterhez emlékiratot nyújtott be és ennek eredménye volt, hogy a budapesti II. kerületi elemi tanítónőképzőhöz is kinevezték tornatanárnak. Az ezen évben alakult budapesti korcsolyázóegylet igazgatósági tagjává választotta meg. Az ezen időben Rudolf főherceg trónörökös védnöksége alatt szervezkedett ifjúsági véderő parancsnoka is volt. 1875-ben tevékeny részt vett a magyar athletikai club szervezésében és ennek első művezetője lett. Mint az «Egyetértés csónakázó-egyesület» evezőmestere az 1876. évi árvízveszély idején szervezte az önkéntes mentőegyesületet; ezen buzgalmáért a király a Ferenc József-rend arany érdemjelével tüntette ki. 1879-ben mint a Pannonia csónakázóegyesület igazgatóját Kamermayer Károly polgármester a szegedi árvízveszély első hírére mentőcsapat toborzásával bízta meg, és ő csapatával egyike volt az elsőknek, akik a vész helyén megjelentek. Saját tervei szerint készített tornaszerei tíz különböző kiállításon nyertek elsőrendű érmeket, okiratokat és egyéb kitüntetést. 1896-ban az országos sportbizottság az Athénben rendezett nemzetközi olimpiai játékok tanulmányozására küldötte ki, ahonnét visszatérve az ezredéves országos ifjúsági tornaünnepély főrendezője volt. A budapesti athletikai club 1902-ben alelnökévé választotta meg. A budapesti I. kerületi állami elemi és polgári tanítóképző rendes tanára és a tornaszakcsoport vezetője, a II. kerületi elemi tanítónőképző tornatanára és az «Erzsébet nőiskola» polgári tanítónőképző tornatanára, egyszersmind a három intézetnél a képesítő vizsgáló bizottság tagja volt. 1914-ben a fővárosi Rudas gyógyfürdőben szívszélhűdés következtében hirtelen meghalt.
Cikkei a Néptanítók Lapjában (1881. Fontos kérdések a tornázás köréből. 1884. A téli és nyári tornahelyiségekről s az azokhoz tartozó tornaszerekről, 1886. Könyvismert.).

## Munkái
- A tornázás elméleti és egészségtani alapelvei. Bpest, 1878. és 1881.
- Torna-Zsebkönyv. Bpest, 1888. (2. kiadás 1891., 3. bőv. k. 1896., 4. bőv. k. 1900. Bpest. Ism. Néptanítók Lapja 1892. 4. l.).
- A tornajátékok zsebkönyve. Bpest, 1896.